# Бахур
Ба̀хурът е български деликатес, спадащ към групата на надениците. Има изявени вкусови качества и се приготвя от дреболии и кръв на овце, говеда или свине, напълнени в черво от същото животно. Сместа се омесва и се избутва в предварително обърнатите навън и измити черва. Готовите колбаси се варят и са готови за консумация.